# Моя родина та інші звірі
«Мо́я роди́на та і́нші зві́рі» (англ. My Family and Other Animals) — автобіографічний роман письменника-анімаліста Джеральда Даррелла, опублікований в 1956 році. Є першою частиною трилогії, до якої також входять романи «Птахи, звірі і родичі» (1969) та «Сад богів» (1978).
На момент публікації книги "Моя сім'я та інші тварини" у 1956 році Даррелл уже написав кілька успішних книжок про свої подорожі, під час яких збирав тварин для зоопарків у дикій природі. Комічне перебільшення слабкостей його сім'ї - в тому числі його старшого брата Лоуренса Даррелла, який став відомим прозаїком і поетом - і його щира вдячність за світ природи зробили цю книгу дуже успішною.

## Сюжет
У романі Джеральд Даррелл описує своє дитинство на грецькому острові Корфу, де він з родиною, що складалася з мами-вдови, братів Лоренса і Леслі, і сестри Марго, мешкали в 1935—1939 роках. У жартівливій формі автор оповідає про різні кумедні події, які відбувалися з ним, його рідними та їхніми друзями. Більш серйозний Даррелл на сторінках, де розповідає про своє знайомство з природою і тваринним світом острова. Дарреллу вдалося заснувати Джерсійський зоологічний парк (нині відомий як Парк дикої природи Даррела) на Нормандських островах. Він також став відомим як письменник і телеведучий. Його книги допомогли стимулювати розвиток туризму на Корфу.

## Персонажі
- Джеррі,10 років (Джеральд Даррелл)
- Мама (Луїза Даррелл, вдова)
- Ларрі, 23 роки (Лоренс Даррелл)
- Леслі, 19 років (Леслі Даррелл)
- Марго, 18 років (Маргарет Даррелл)
- Спіро Хакьяопулос, таксист на прізвисько Американець
- доктор Тео Стефанідес (Теодор Стефанідес), старший друг і наставник Джеррі

## Історія
За свідченням Джекі Даррелл, першої дружини письменника, книга була написана 1955 року у Борнмуті. Перша публікація відбулася 1956 року у видавництві Rupert Hart-Davis Ltd і мала великий успіх.
Головною відмінністю від реальних подій є те, що старший брат письменника — Лоренс Даррелл (Ларрі у книзі) — був одружений і разом з дружиною — художницею Ненсі Маєрс (1912—1983), яка в усій трилогії не згадується жодного разу, майже весь час проживали окремо на Білій віллі в Каламі.

## Схожі назви
Кілька книжок відсилають до назви книги Даррелла, зокрема роман Жозефіни Фіні 1995 року «Моя сім'я та інші стихійні лиха», мемуари Саймона Дунана 2005 року «Гидота»: Моя сім'я та інші гламурні шахраї», мемуари Кірін Нараян “Моя сім'я та інші святі” 2007 року та автобіографія Клер Болдінг “Мої тварини та інша сім'я” 2014 року. У «Кулінарній книзі няні Оґґ» Террі Пратчетта є посилання на вигадану книгу під назвою «Моя сім'я та інші перевертні». Мартін Клунс вів британське реаліті-шоу на каналі ITV під назвою «Мої подорожі та інші тварини».

## Екранізації
- 1987 — «Моя родина та інші звірі» (мінісеріал, реж. Пітер Барбер-Флемінг).
- 2005 — «Моя родина та інші звірі» (телефільм, реж. Шері Фолксон).[4]
- 2016—2019 — «Даррелли» (телесеріал).